# Rue Beautreillis
La rue Beautreillis est une rue du 4e arrondissement de Paris. 

## Situation et accès
La rue Beautreillis, quasi-parallèle aux rues Saint-Paul et du Petit-Musc, commence à la rue des Lions-Saint-Paul et se termine à la rue Saint-Antoine. Elle croise successivement les rues Charles-V et Neuve-Saint-Pierre. Comme de nombreuses voies du vieux Paris, sa largeur, étroite, est inégale et son bâti garde trace de sa longue histoire avec des maisons, hôtels ou immeubles de différentes époques.
Le quartier est desservi par la ligne 7 à la station Sully - Morland, par les lignes 1, 5 et 8 à la station Bastille.

Quelques vues
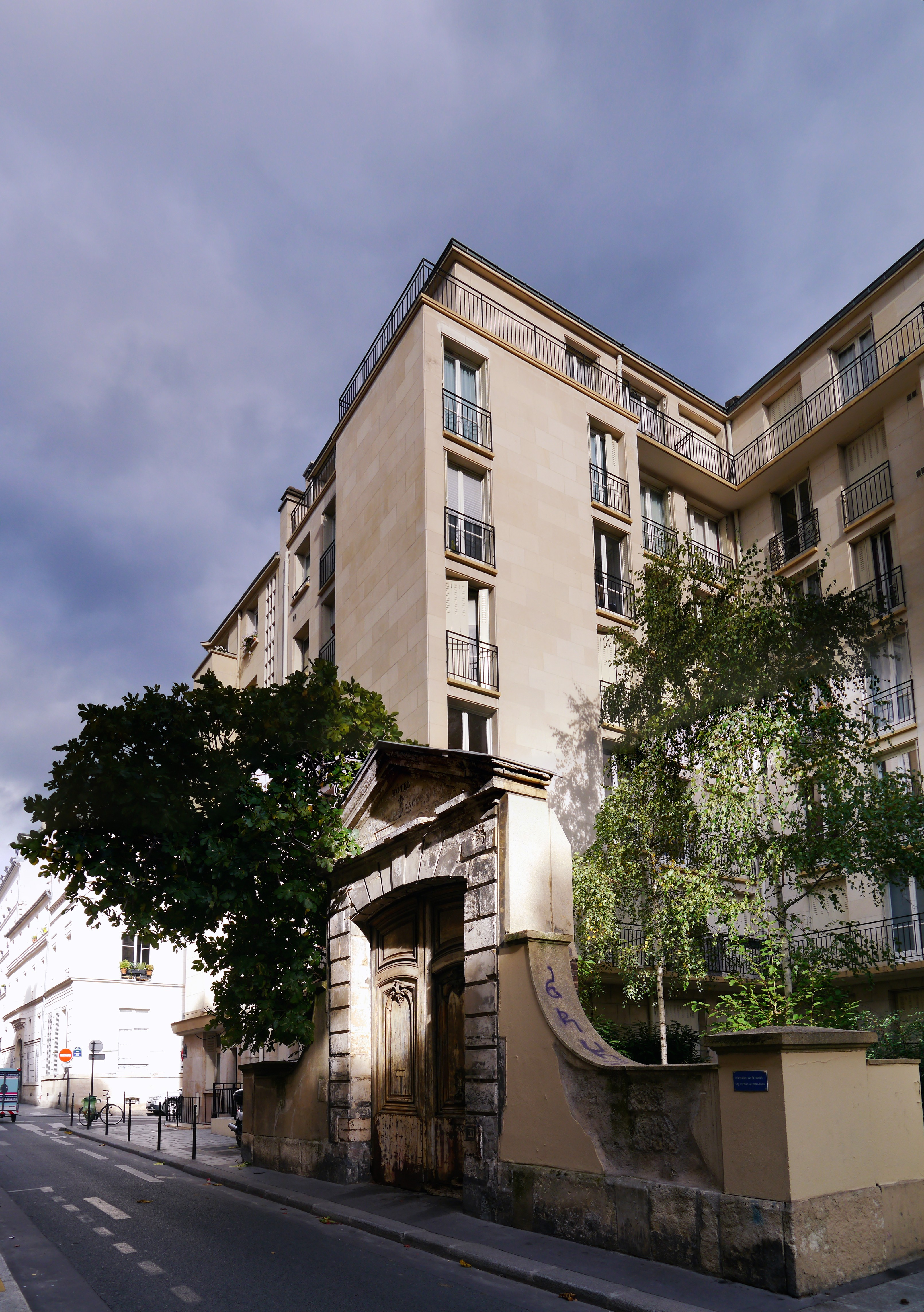
N°6 : vestiges de l'hôtel Raoul.
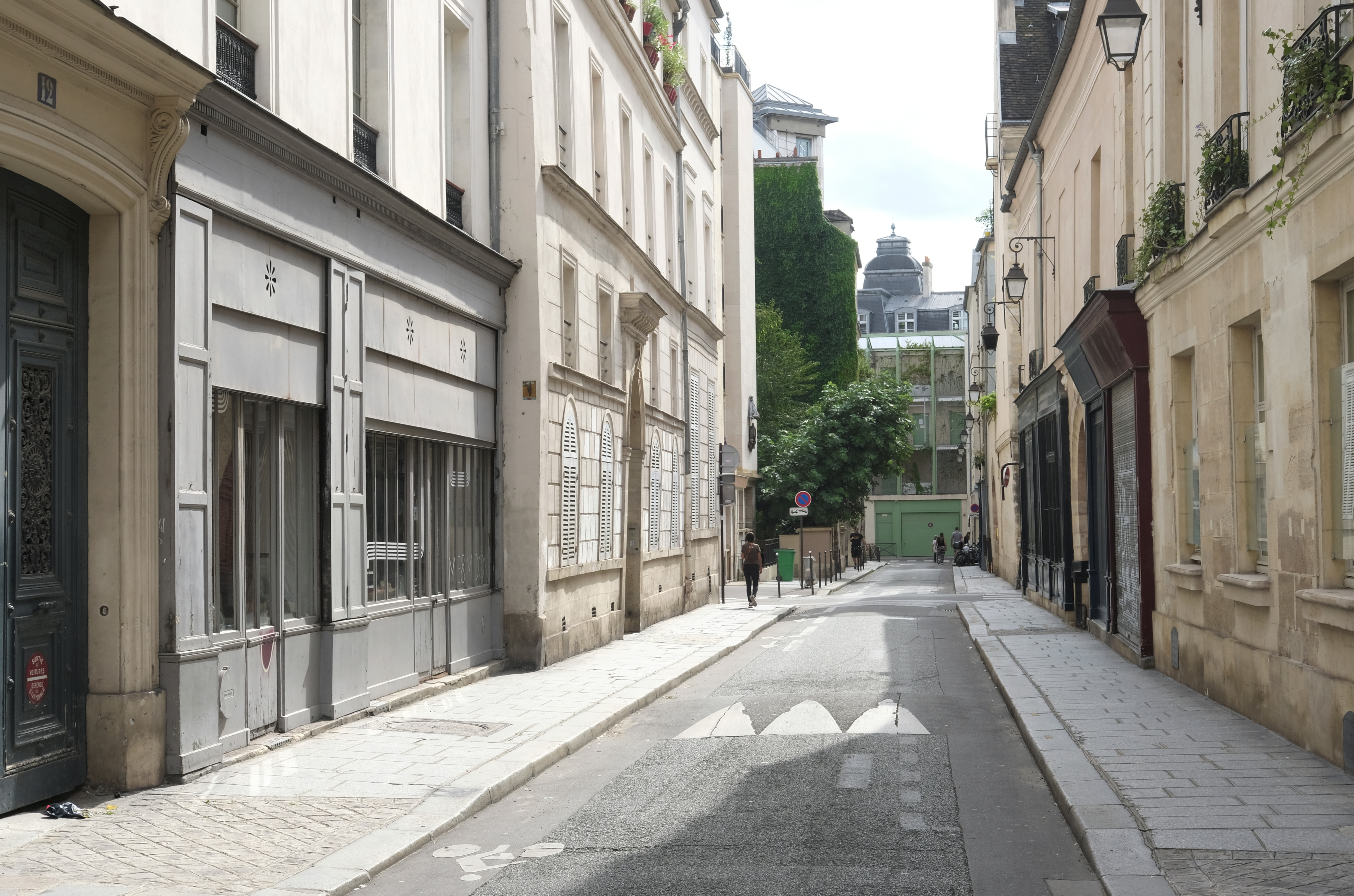
La rue Beautreillis en direction de la rue des Lions-Saint-Paul.
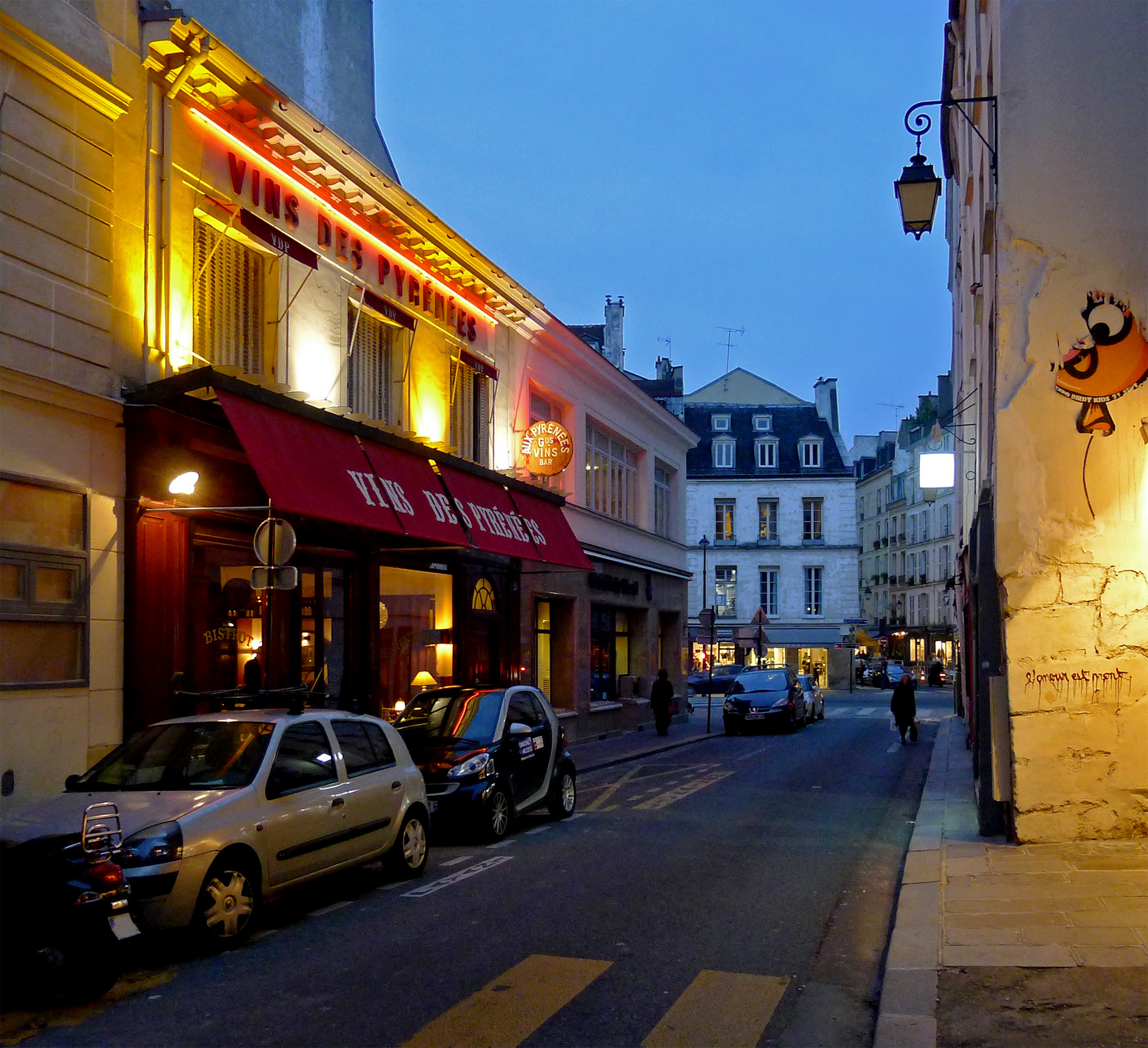
La rue Beautreillis à proximité de la rue Saint-Antoine.

## Origine du nom
Son nom, attribué en 1555, est un souvenir de l'hôtel de Beautreillis, qui fut bâti à l'emplacement de l’hôtel Saint-Pol et qui tenait son nom des treilles qui s'élevaient contre les murs de son jardin.

## Historique
Elle est citée sous les noms de « rue Girard-Bocquet » et « rue de Beau-trillis » dans un manuscrit de 1636 où le procès-verbal de visite indique qu'elle est « trouvée orde, salle et pleine de boues et immundices ». 
Par décision ministérielle du 6 septembre 1836, la longueur de cette voie a été portée de 188 m à 231 m par absorption de la « rue Gérard-Beauquet » (du nom du propriétaire de l'hôtel de Beautreillis), ancienne rue du Pistolet.
C'est à la barricade parallèle à la rue Beautreillis sur la rue Saint-Antoine que fut tué le général Négrier durant les journées de juin 1848.
En 1881, une pétition des habitants des rues Beautreillis, Charles-V, Lions-Saint-Paul et du Petit-Musc est adressée à la ville de Paris, pour se plaindre que ces voies soient dépourvues d’eau potable et réclamer l’ouverture d’une fontaine publique.

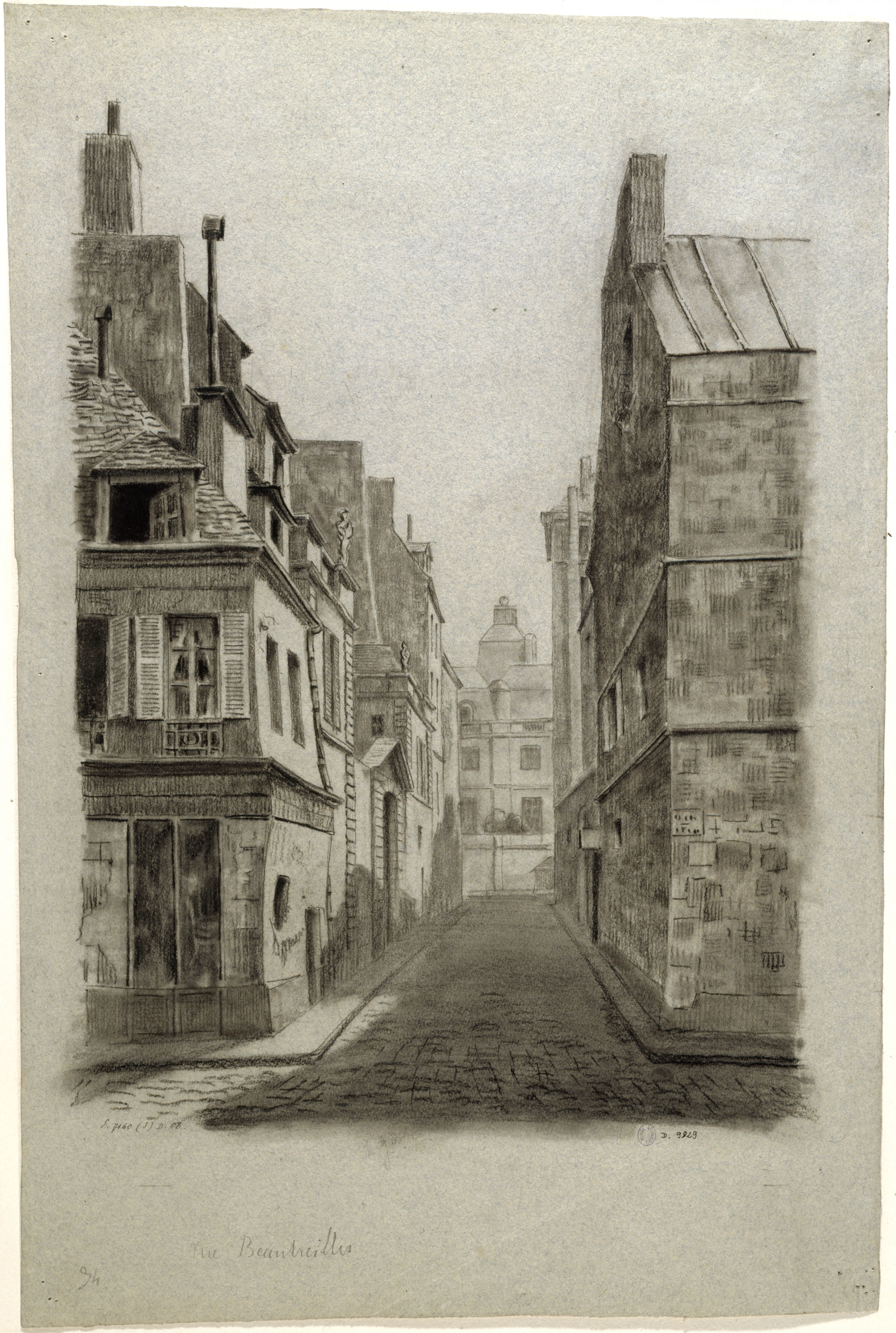
Rue Beautreillis (c. 1895-1905).
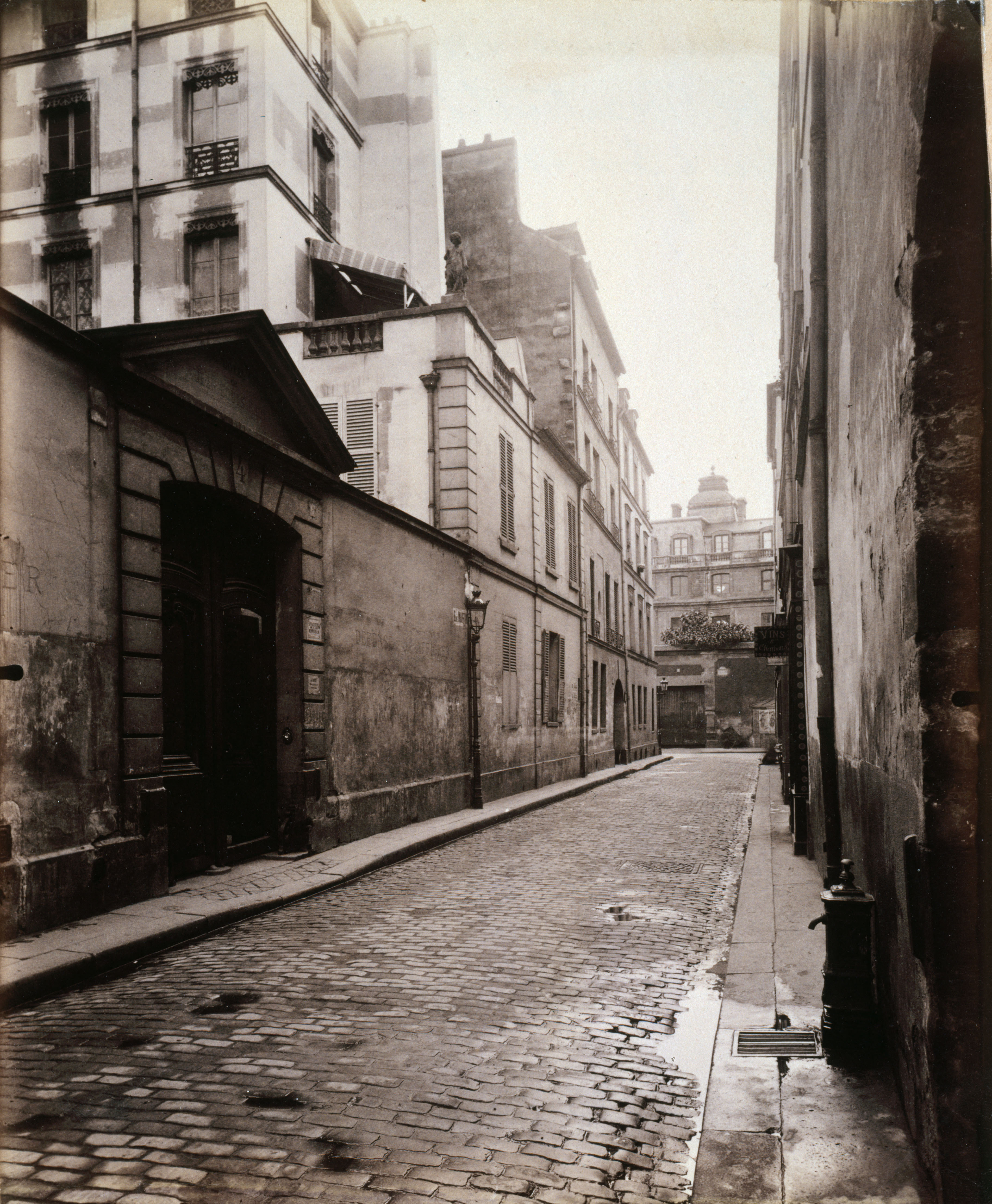
N°6 : Hôtel Raoul (c.1910).
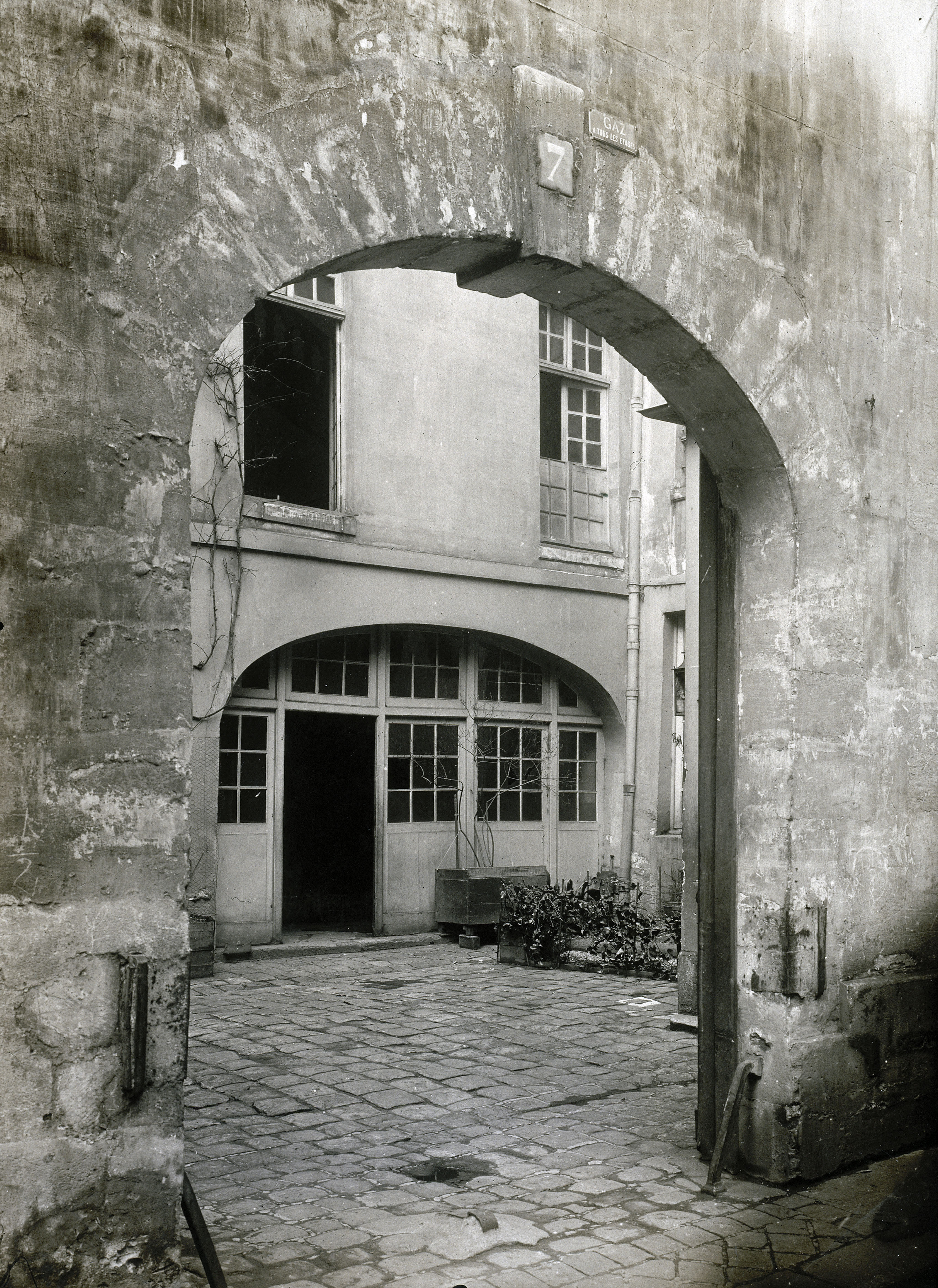
N°7 (1917).

## Bâtiments remarquables et lieux de mémoire
- Le dramaturge Eugène Grangé naît dans la rue le 16 décembre 1810[5].
- L'auteur dramatique Victorien Sardou naît dans la rue le 5 septembre 1831[6].
- No 4 : à cette adresse se trouve en 1983-1984 le siège de la revue littéraire Autour de la Littérature[7].
- No 6 (devant le) : vestiges de l'hôtel Raoul.
- No 7 : maison avec terrasse en fer forgé  Inscrit MH (1963)[8].

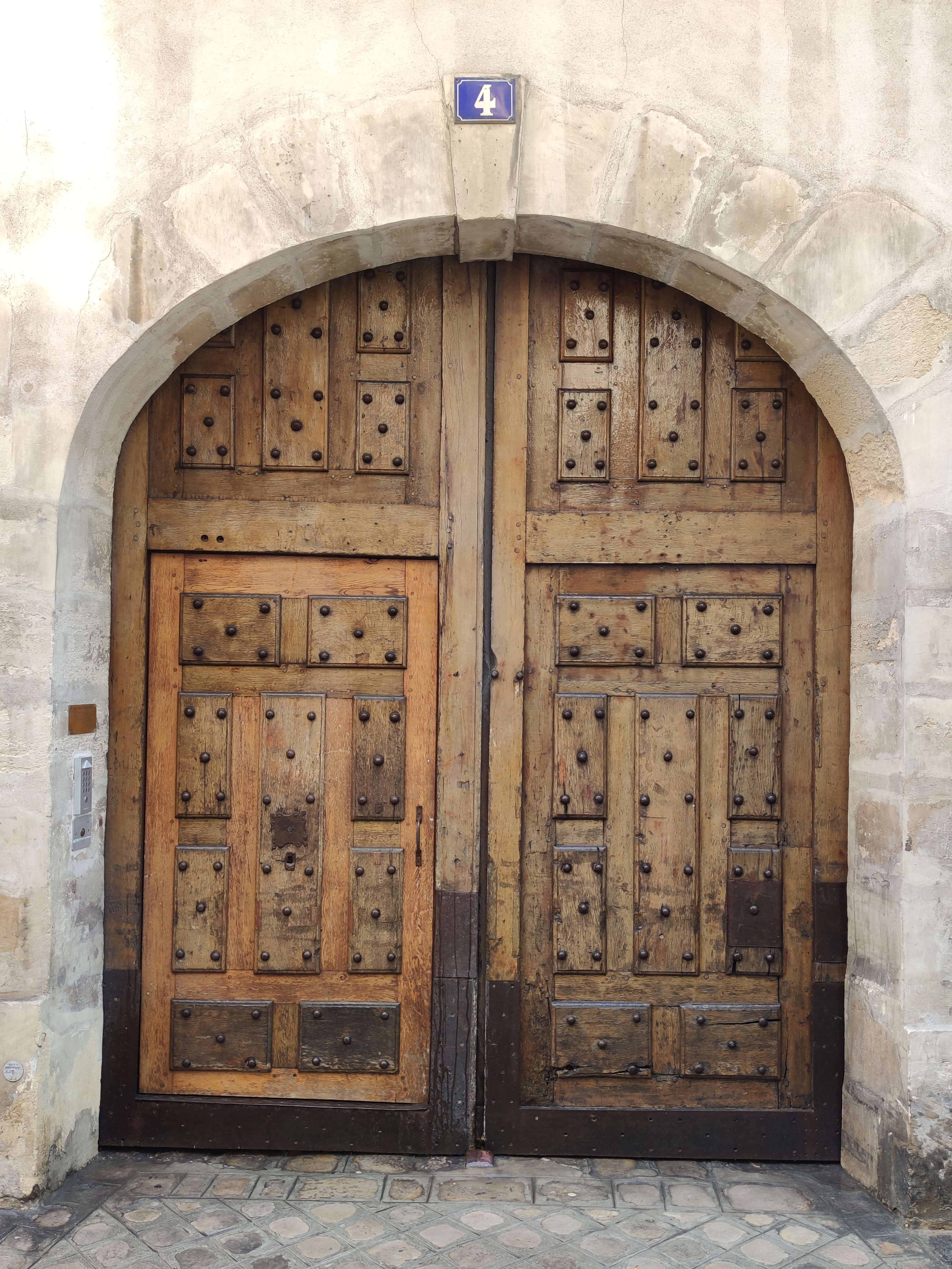
No 4 : porte cloutée.
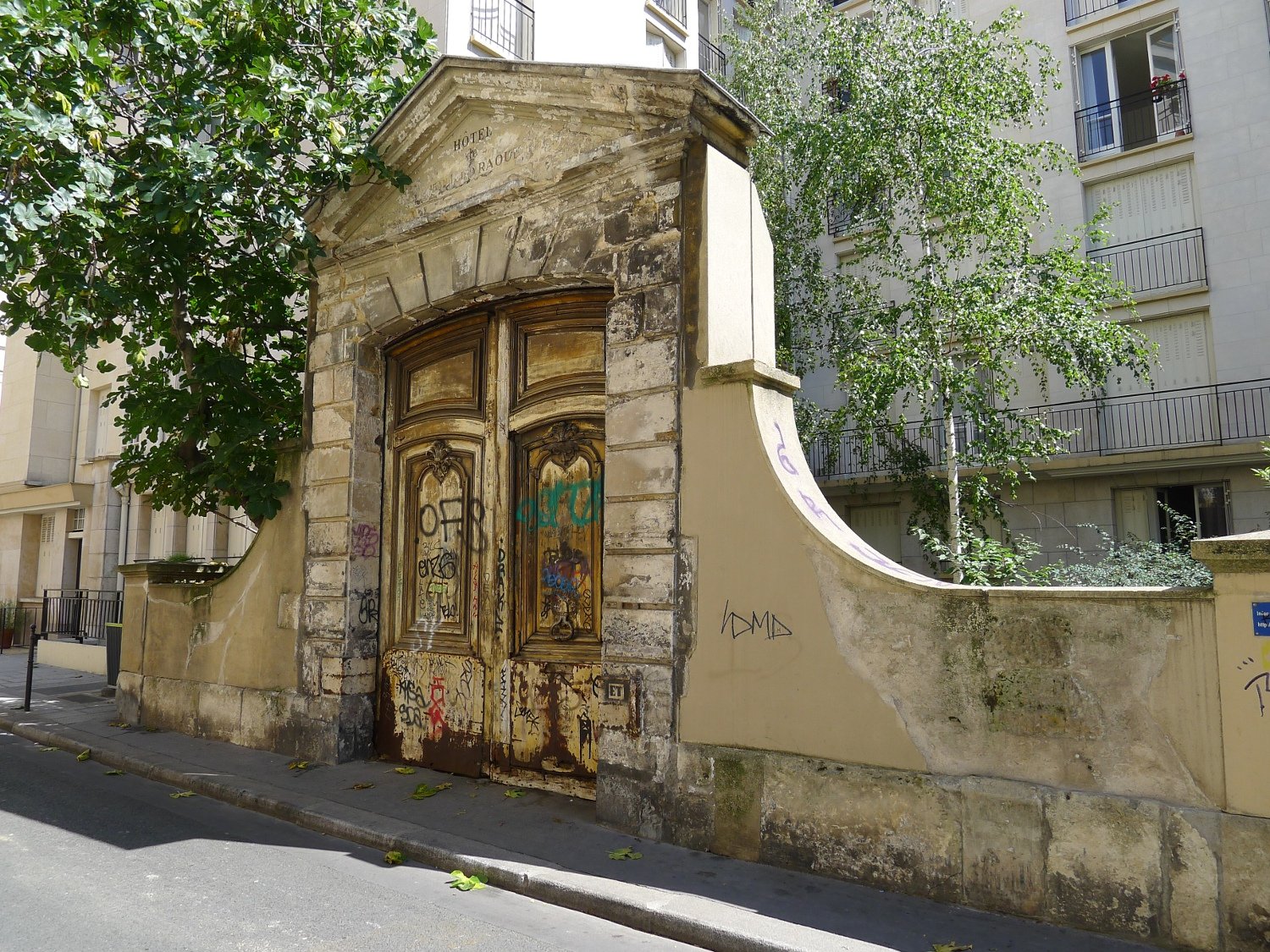
No 6 : vestiges en 2011 de l'ancien hôtel Raoul de 1810.
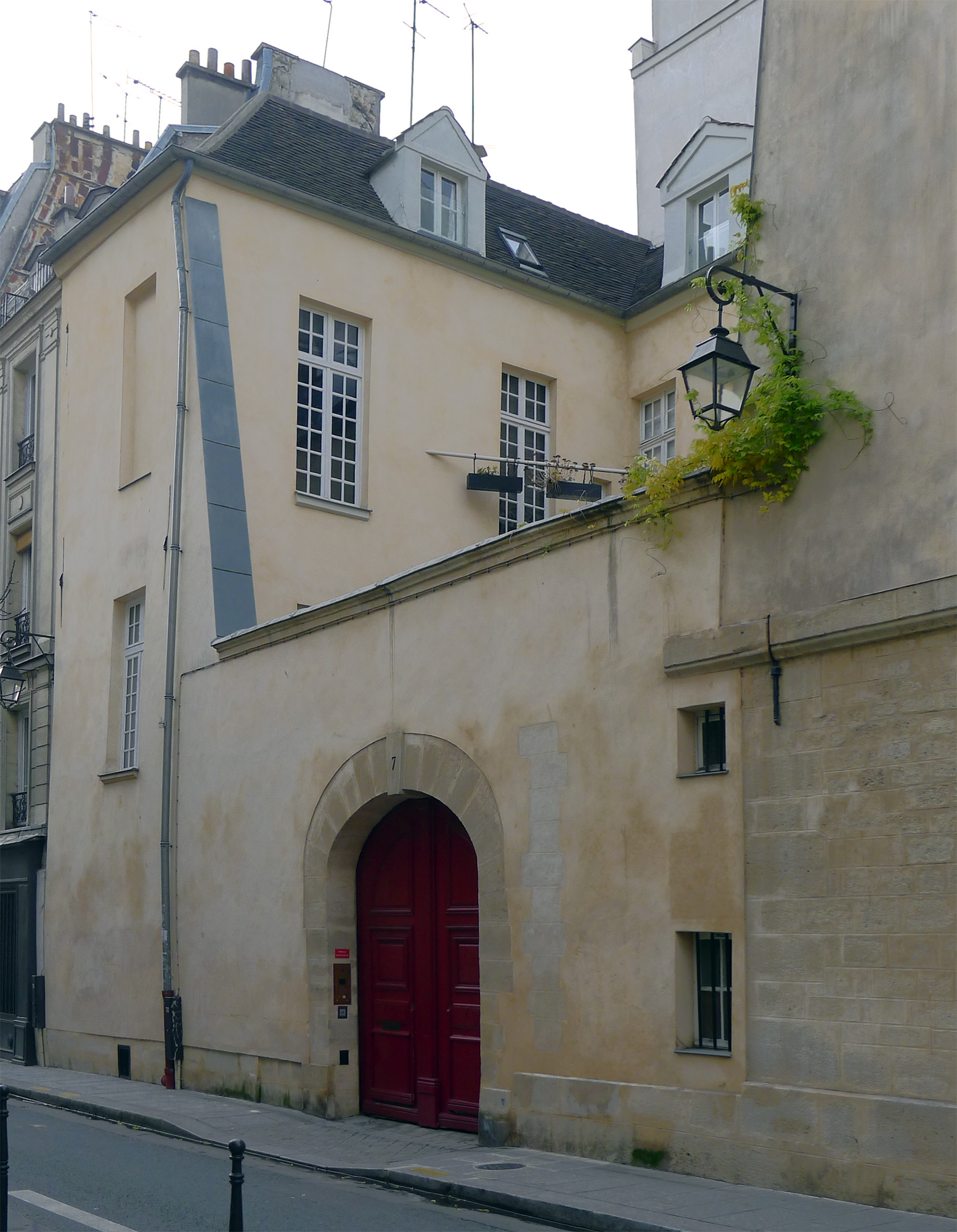
No 7.

- No 17 : en 1900, des fouilles pratiquées à cette adresse permettent de recueillir des ossements provenant de l’ancien cimetière Saint-Paul[9].
- Nos 17-19 : Jim Morrison y a vécu les dernières semaines de sa vie. Il est retrouvé mort dans un appartement du 3e étage[10] l'immeuble, en 1971. D'autres sources évoquent plutôt sa mort dans les toilettes d'un club de la rive gauche, le Rock'n Roll Circus et que son corps aurait été ramené chez lui ensuite[11].
- No 22 : Baudelaire y habita avec Jeanne Duval[12]. Paul Cézanne y résida de 1865 à 1868 de manière épisodique[13].
- No 24 : théâtre Espace Marais.

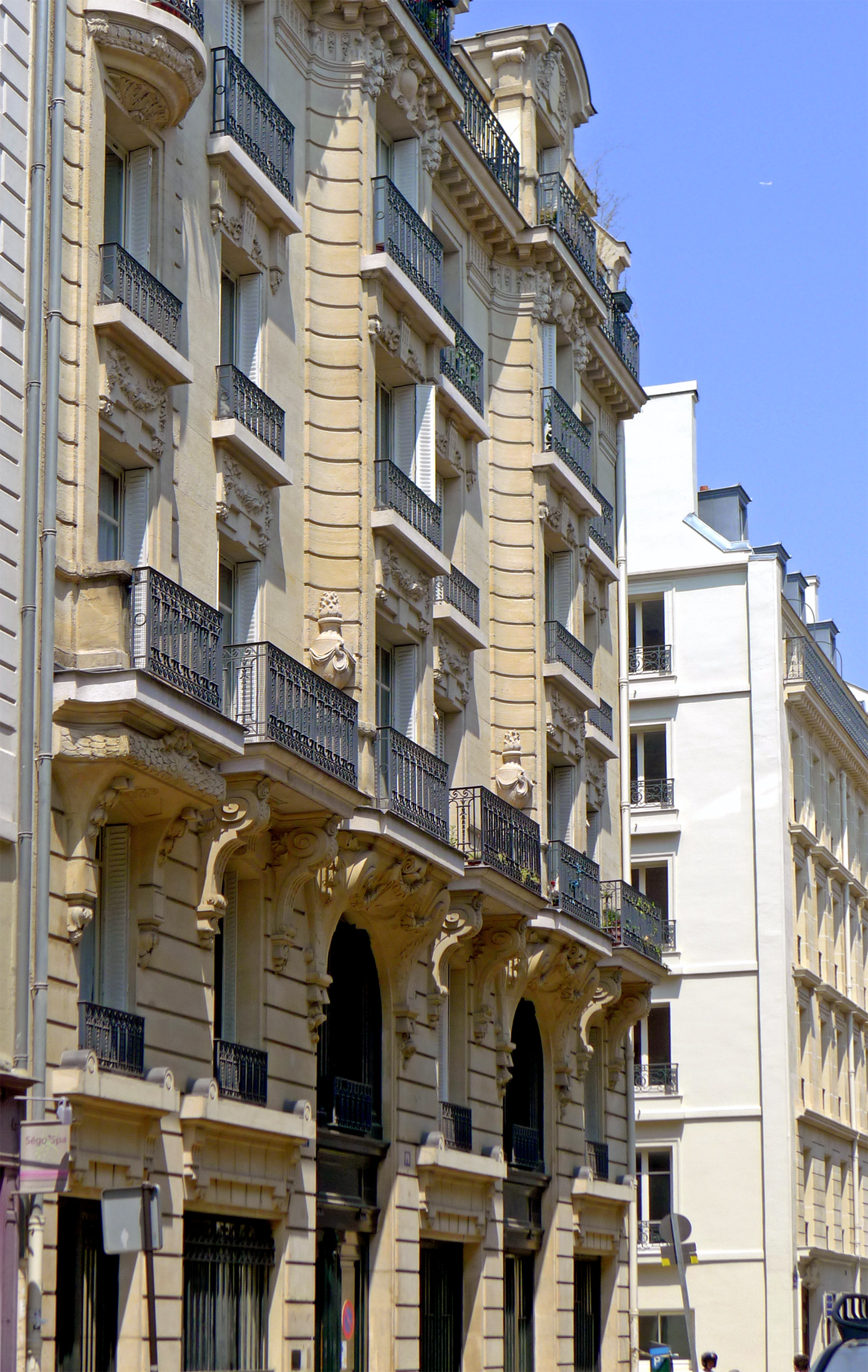
Nos 17-19.
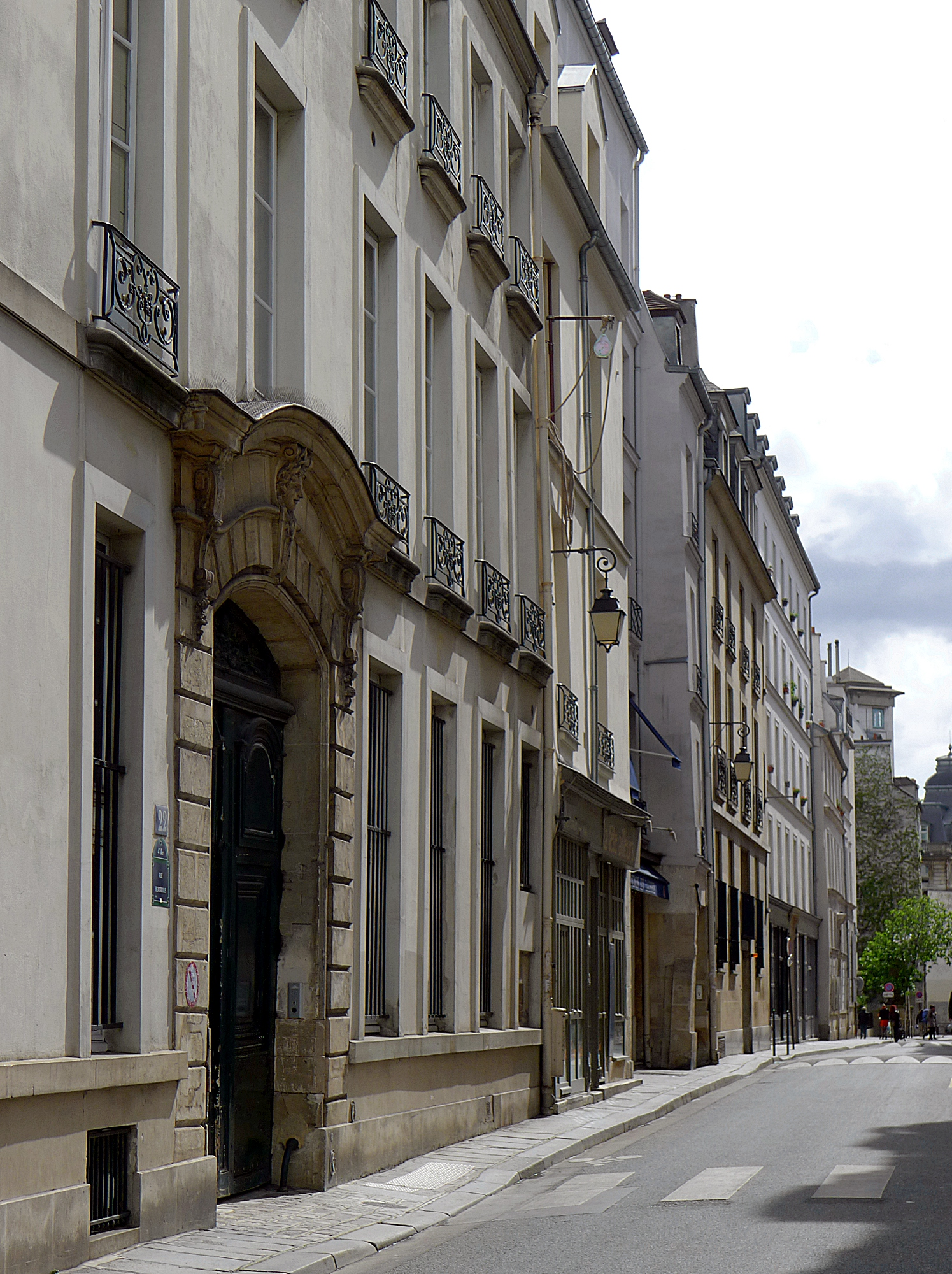
No 22.
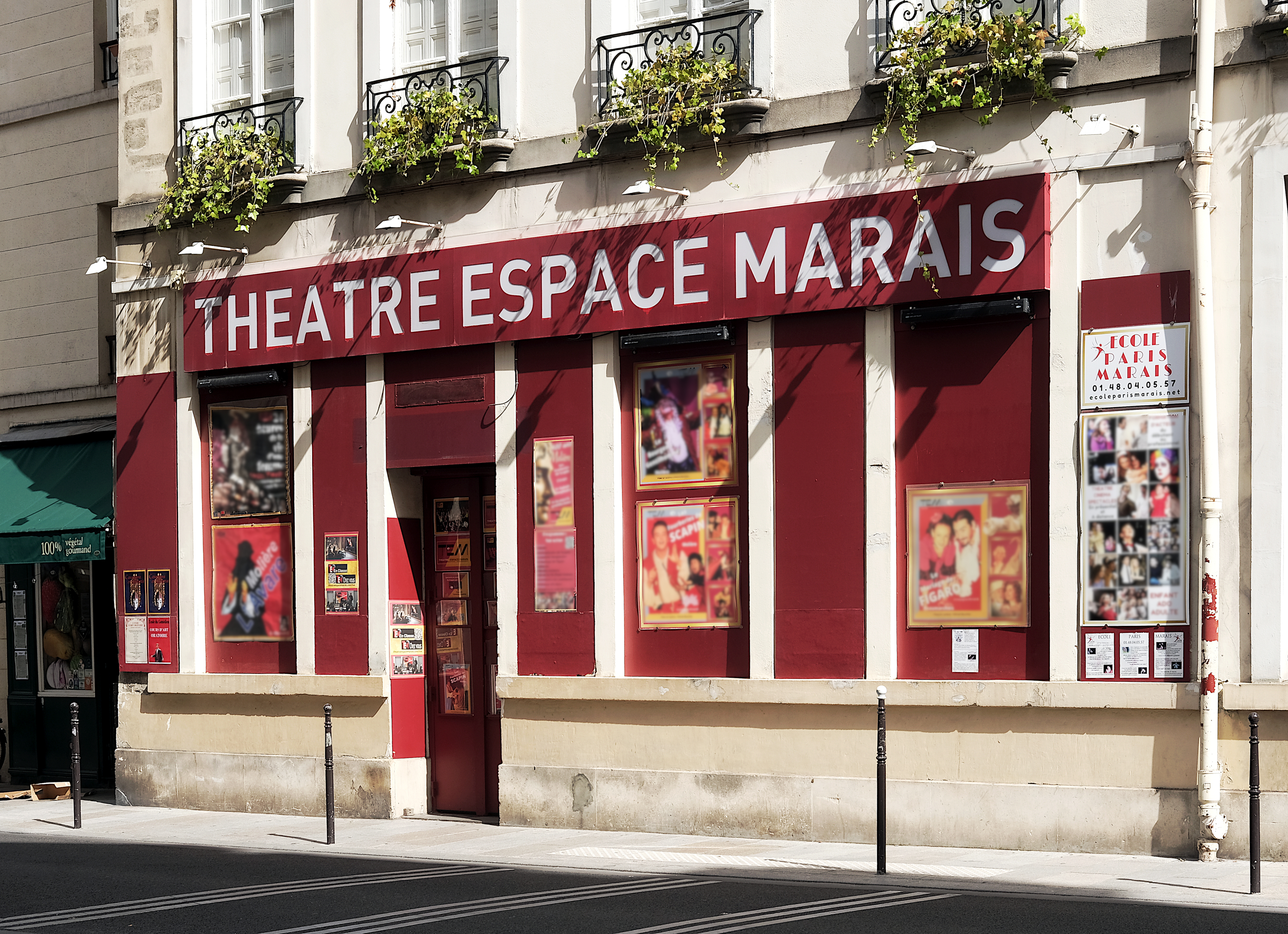
No 24 : théâtre Espace Marais.
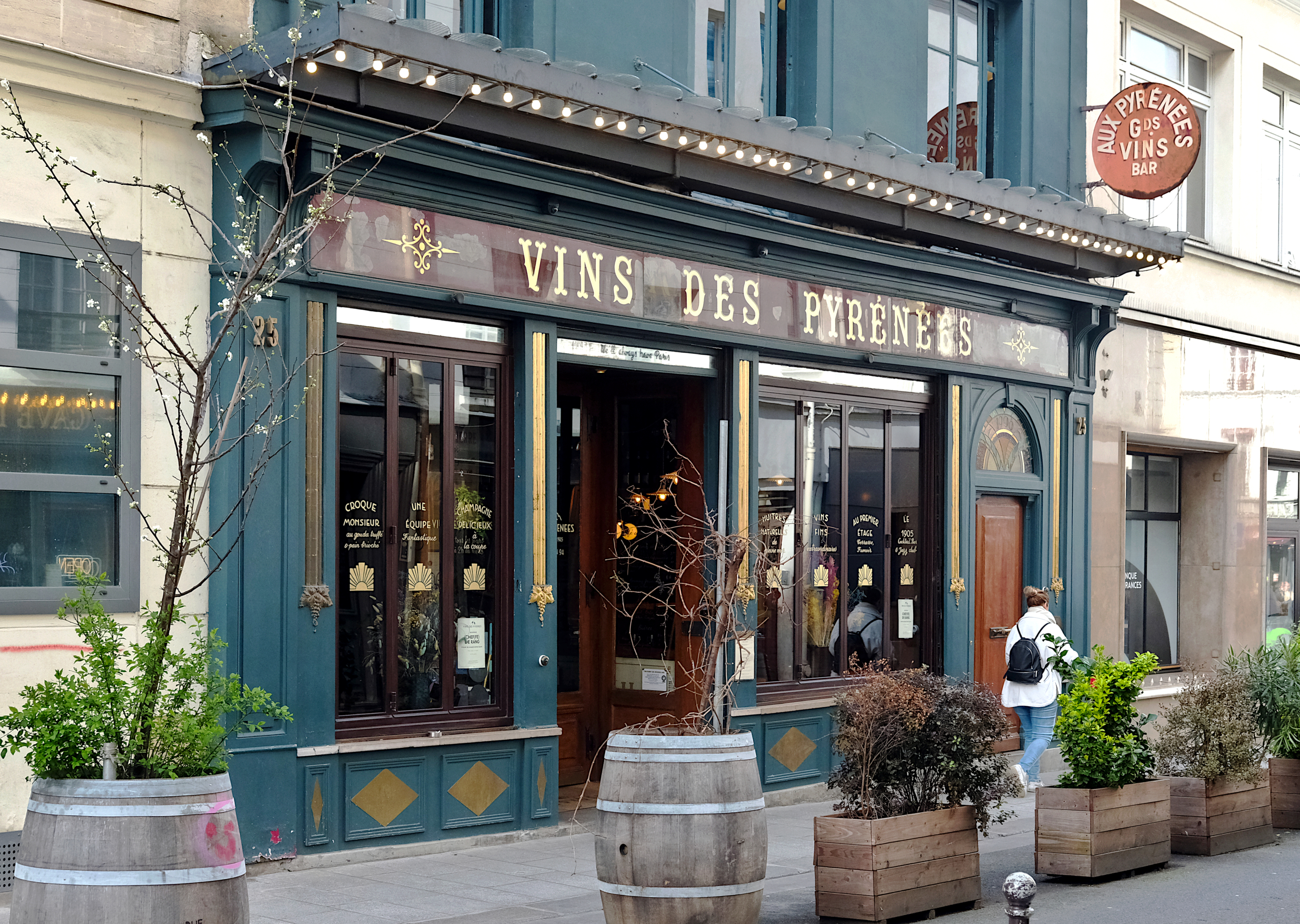
No 25.